# Relieves de la Capilla del Santo Cristo de Orense
Los relieves de la Capilla del Santo Cristo de Orense son cinco esculturas del siglo xviii obra de Francisco de Castro Canseco. Están ubicados en la Catedral de Orense, en Galicia (España).

## Historia
Los relieves, cinco en total, fueron realizados por Castro Canseco entre 1700 y 1702 para la Capilla del Santo Cristo, en el extremo norte de la catedral. Ya desde 1698 el artista solía colaborar con escultores como Pedro Ribeiro, Manuel Dionisio y Francisco Ribela, aunque los relieves fueron al parecer elaborados en su totalidad por Canseco,: p. 86  si bien es posible que algunos de deban a su taller en todo o en parte.

## Descripción
Todas las piezas poseen gran calidad y se distribuyen de manera circular con el fin de adaptarse a la planta del ábside, presidido por el camarín del Santo Cristo. Las tallas, algunas casi de bulto redondo, muestran una clara influencia de las imágenes procesionales de Gregorio Fernández en Valladolid y, concretamente, de la Piedad de La Sexta Angustia, obra del mismo autor. Sumado a lo anterior, en Italia se conservan varias placas con idéntica iconografía, por lo que el modelo debió difundirse mediante grabados. Las escenas mostradas en los relieves son: Flagelación (izquierda), Descendimiento (centro), Oración en el Huerto (derecha), Invención de la Santa Cruz (superior izquierda) y Exaltación de la Santa Cruz (superior derecha).: p. 86  Los tres primeros son los más destacados ya que poseen mayor tamaño y se hallan a la altura del espectador, ubicándose los otros dos bajo el arco que limita el paramento y resultando apenas visibles por los ornamentos de la capilla y la proximidad del camarín, todo lo cual acerca estas obras del barroco a la corriente churrigueresca.
En la escena de la Flagelación, Cristo aparece esculpido con buena técnica aunque sin guardar las proporciones correctas. Por su parte los sayones que lo azotan lucen rasgos muy marcados y rostros grotescamente dotados de fealdad y con semblante cruel, lo que contrasta con el rostro sereno de Cristo, quien parece resignado, siendo Poncio Pilato y sus ministros, retratados al fondo, testigos del suplicio. La Oración en el Huerto muestra a Jesús siendo confortado por un ángel hacia quien extiende el brazo para tomar un cáliz mientras reza en el Monte de los Olivos, consciente del destino que le aguarda. Tres apóstoles dormidos completan la escena en la zona inferior aunque no poseen buena perpectiva debido a la estrechez del espacio: San Pedro (la figura más lograda), Santiago y San Juan. El relieve del Descendimiento destaca respecto de los dos anteriores por el hecho de permitir una mejor visión del mismo dada su mayor separación del camarín así como por su superior calidad y ejecución técnica, lo que ha llevado a considerar la posibilidad de que las escenas de la Flagelación y la Oración en el Huerto sean obra del taller de Canseco. En el Descendimiento la Virgen sostiene el cuerpo de su hijo a los pies de la cruz y figura acompañada por María Magdalena, San Juan, Nicodemo y José de Arimatea, destacando al fondo una representación pictórica de la ciudad de Jerusalén.: p. 86 
Respecto a los dos relieves restantes, la escena de la Invención de la Santa Cruz se encuentra emplazada sobre la Flagelación y en ella se evoca la leyenda que afirma que Santa Elena, madre del emperador Constantino, encontró la Vera Cruz. El relieve muestra a la santa sosteniendo la cruz junto a su hijo y Macario, el obispo de Jerusalén. Por último, la escena de la Exaltación de la Santa Cruz conmemora la recuperación de la cruz, robada por los persas en 614, gracias al emperador Heraclio.: p. 87 